# Natiu hawaià
Hawaians nadius (en idioma hawaià,  kanaka ʻ ōiwi ,  kanaka Maoli  o  Hawaii ʻ i Maoli ) és un terme que es refereix als pobles  polinesis oriünds de les  illes Hawaii o els seus descendents.
D'acord amb l'informe de l'any 2000 de la Oficina del Cens dels Estats Units, hi ha 401.162 persones que s'identifiquen com «hawaians nadius» ( native Hawaiian  en anglès). Dos terços hawaians nadius són residents de Estats Units en l'estat de Hawaii. El terç restant té majoritàriament en els estats de Califòrnia, Nevada i  Washington.